# Даскелу
Даскелу (рум. Dascălu) — село у повіті Ілфов в Румунії. Входить до складу комуни Даскелу.
Село розташоване на відстані 21 км на північний схід від Бухареста, 126 км на південний схід від Брашова.

## Населення
За даними перепису населення 2002 року у селі проживали 1864 особи, з них 1863 особи (99,9%) румунів. Рідною мовою 1863 особи (99,9%) назвали румунську.